# Haderslev Kraftvarmeværk
Haderslev kraftvarmeværk er et varmekraftværk udenfor Haderslev i det sydlige, Jylland i det sydlige Danmark. Anlægget er et såkaldt kraftvarmeværk som udnytter op til 90% af energien i de fossile brændstoffer, ved at spildvarmen, bruges til levering af fjernvarme. Operatøren er DONG Energy. 
Brændselskilden er industrivarme (varmedamp) fra et affaldsforbrændingsanlæg i området. Det bruger også lidt naturgas som støttefyring. Kraftvarmeværket producerer 4,5 MW elektricitet og 14,5 MJ/sek fjernvarme. Årsproduktionen er på 29 GWh strøm og 353 TJ varme.